# Miracema do Tocantins (gemeente)
Miracema do Tocantins is een gemeente in de Braziliaanse deelstaat Tocantins. De gemeente telt 19.740 inwoners (schatting 2009).
De plaats is zetel van het rooms-katholieke bisdom Miracema do Tocantins.